# ジュゼッペ・マッテオ・アルベルティ
ジュゼッペ・マッテオ・アルベルティ（Giuseppe Matteo Alberti, 1685年9月20日 - 1751年2月18日）は、イタリアの作曲家・ヴァイオリニスト。

## 生涯
ボローニャ出身。ヴァイオリン・対位法・作曲を学んだ後、1705年からアカデミア・フィラルモニカのメンバーとなり、1721年から1744年までの間に6回会長に選出された。さらに1709年からサン・ペトロニオ・カペラ・ムジカーレのバイオリニストを務め、1726年からサン・ジョヴァンニ教会の楽長を、1734年からはジャコモ・アントニオ・ペルティのもとでサン・ドメニコ教会の副楽長を務めた。
作品はアントニオ・ヴィヴァルディの影響を受けており、特にイギリスで人気があった。

## 作品
- 教会と室内楽のための10の協奏曲 Op.1（1713）
- オラトリオ『受胎告知』（1720）
- ヴァイオリンと通奏低音のためのソナタ Op.2（1721）

## 文献
- The Harvard biographical dictionary of music, Willi Apel S.11